# Авшар, Хюлья
Хюлья́ Авша́р (тур. Hülya Avşar; род. 1963, Балыкесир, Турция) — турецкая актриса кино и телевидения, певица и телеведущая курдского происхождения.

## Биография
Окончила Анкарское государственное училище и стала заниматься профессиональным плаванием.
В 1982 году вместе со своей семьёй переехала в Стамбул.
В 1983 Хюлья Авшар дебютировала в качестве актрисы в фильме «Запрет».
За всё время снялась более чем в 70-ти фильмах, где исполняла главные роли. Авшар снималась у таких режиссёров, как Орхан Аксой, Синан Четин, Орхан Элмас, Шериф Гёрен, Бильге Олгач, Явуз Озкан, Халит Рефиг и Ирфан Тёзюм. 
В 1980-х годах Авшар снялась во множестве фильмов вместе с Ибрахимом Татлысесом.
Обладательница главного приза Московского международного кинофестиваля. 
В 2005 году Хюлья Авшар сыграла в экранизации романа Перихан Магден «Две девушки», снятой Кутлугом Атаманом.
С 2015 по 2016 год Хюлья играла роль Сафие-султан в сериале «Великолепный век. Империя Кёсем».
В 2018 году вышел автобиографический фильм под названием «Селфи».

## Личная жизнь
Была замужем за Кайя Чилингироглу. В 2005 году супруги развелись. От этого брака имеет дочь Зехру (род. 1998).